# Дюгак, Пьер
Пьер Дюгак (фр. Pierre Dugac, 12 июля 1926 года, Босния и Герцеговина — 7 марта 2000 года, Париж) — французский математик.
Член-корреспондент Академии наук Института Франции (Париж, 1990 г.); член Международной академии истории науки (1986 г., член-корреспондент с 1981 г.).
Вице-президент Французского национального комитета по истории и философии науки (член Комитета с 1979 г.); почётным членом секции наук Института Великого герцогства Люксембург (1992 г.).
В 1971—1988 гг. исполнял обязанности секретаря Исполнительного комитета Международной комиссии по истории математики.
До выхода на пенсию профессор математического факультета парижского университета им. Пьера и Мари Кюри.